# Rinat Safin
Rinat Safin (rus: Ринат Ибрагимович Сафин)  (Olı Cäke, 29 d'agost de 1940 - Kirixski, 19 d'octubre de 2014) fou un biatleta rus que va competir sota bandera de la Unió Soviètica durant les dècades de 1960 i 1970.
El 1972 va prendre part en els Jocs Olímpics d'Hivern de Sapporo, on disputà dues proves del programa de biatló. Fent equip amb Aleksandr Tíkhonov, Viktor Mamatov i Ivan Byakov guanyà la medalla d'or en la cursa del relleu 4x7,5 km, mentre en la dels 20 quilòmetres fou dinovè.
En el seu palmarès també destaquen quatre medalles d'or i dues de plata al Campionat del món de biatló.